# Vârful Lenin
Vârful Lenin (în rusă Пик Ленина) anterior numit Vîrful Kaufmann, este cel mai înalt munte din lanțul Trans-Alai, care este situat în nordul masivului Pamir (Asia Centrală) având în vecinătate munții Kongur și Muztagata. Muntele a fost denumit după revoluționarul rus Lenin. La data de 3 iulie 2006 guvernul tadjik a făcut cunoscut că Vârful Lenin se va numi Vârful Independenței (în tadjică Қуллаи Истиқлол). Un alt nume tadjik al muntelui e Vîrful Avicenna (un cărturar persan și musulman important din Evul Mediu).
Denumirile kirghize ale muntelui sunt Jel-Aidar ("Vîntul lui Dumnezeu") și Achyk-Tash ("Stînca Crăpată"). 

## Istoric
Muntele a fost descoperit în anul 1871 de cercetătorul rus Alexei Palovici Fedcenko și este numit Vârful Kaufmann după numele guvernatorului Turkistanului. În anul 1928 muntele este denumit „Vârful Lenin” după numele revoluționarului comunist rus. În același an muntele va fi escaladat de o expediție compusă din alpiniștii germani Karl Wien, Eugen Allwein și Erwin Schneide. Există, în total, 16 rute relativ ușoare de escaladare a muntelui, nouă pe versantul de sud și șapte pe cel de nord. Din acest motiv, muntele este frecvent vizitat, mai ales vara, de turiști. În anul 1974 a avut loc, ca urmare a unei furtuni, un accident grav în care a murit o echipă de alpiniști, iar în anul 1990 au murit, din cauza unei avalanșe provocată de un cutremur, 43 de persoane.